# Culicoides fluvialis
Culicoides fluvialis är en tvåvingeart som beskrevs av John William Scott Macfie 1940. Culicoides fluvialis ingår i släktet Culicoides och familjen svidknott. Inga underarter finns listade i Catalogue of Life.